# Leo Hunger
Leonard Hunger, detto Leo (Minneapolis, 20 giugno 1880 – Dousman, 26 aprile 1956), è stato un ginnasta e multiplista statunitense.

## Carriera
Hunger partecipò ai Giochi olimpici di Saint Louis 1904 nelle gare di triathlon e ginnastica. Giunse undicesimo nel concorso a squadre, settantesimo nel concorso generale individuale, quarantaquattresimo nel triathlon e ottantaduesimo nel concorso a tre eventi.